# Viso del Marqués
Viso del Marqués es un municipio y localidad española de la provincia de Ciudad Real, en la comunidad autónoma de Castilla-La Mancha. El término municipal, que se extiende por las estribaciones septentrionales de Sierra Morena, cuenta con una población de 2081 habitantes (INE 2024).

## Geografía
Se integra en la comarca de Sierra Morena de Ciudad Real y dista 68 kilómetros de la capital provincial. Viso del Marqués está situado en la confluencia de cuatro grandes caminos que han venido uniendo La Mancha con Andalucía. El término municipal está atravesado por la autovía del Sur, entre los pK 225-230 y 244-245, dando paso a Despeñaperros y a la provincia de Jaén. Pertenece al partido judicial de Valdepeñas.
El relieve está caracterizado por la transición de La Mancha a Sierra Morena. El norte del territorio es menos montañoso, propio del Campo de Calatrava adyacente, donde se localiza el embalse de Fresneda, que represa las aguas del río Fresneda. Al sur del municipio se alzan la sierra de San Andrés (suroeste), con alturas de más de 1200 metros, y la sierra de Sotillo (sureste). El pueblo está a una altitud de 776 metros sobre el nivel del mar.
Dentro de su territorio se enclava el municipio de Almuradiel.
| Noroeste: Calzada de Calatrava     | Norte: Granátula de Calatrava, Santa Cruz de Mudela | Noreste: Santa Cruz de Mudela                             |
| Oeste: Calzada de Calatrava        |                                                     | Este: Torre de Juan Abad                                  |
| Suroeste: San Lorenzo de Calatrava | Sur: La Carolina, Santa Elena, Aldeaquemada         | Sureste: Almuradiel, Santisteban del Puerto, Aldeaquemada |

## Historia
Tierra de olivos y de grandes cotos de caza mayor, fue habitado desde la antigüedad y ya era nombrado en el siglo XII en las crónicas de las andanzas del rey Alfonso VII "el Emperador" como «Viso del Puerto» (siendo este el Puerto Muradal, antesala de Despeñaperros, principal vía de comunicaciones entre La Mancha y Andalucía). Al haber constancia de que el monarca pasó la noche en el pueblo retornando a León desde Almería, se especula acerca de si su muerte (1157) sucedió en el municipio, dado que se dice que ocurrió en un paraje llamado «La Fresneda» y es el Fresnedas el principal río que baña este entorno, de suerte que da nombre a dos dehesas antiguas del lugar. Esta teoría se ve sustentada por las Relaciones topográficas de Felipe II, donde se comenta lo siguiente:

Se tiene por cosa pública y notoria haberse fundado en el dicho tiempo en que el dicho señor rey don Alonso y [el] Maestre de Calatrava fueron ganando esta tierra a los moros. Y, en tiempo que el dicho rey don Alonso hobo de pasar desta villa adelante al Puerto Muladar, en seguimiento de los dichos moros, dexó en esta villa veynte y cuatro ballesteros a manera de presidio para que guardasen y asegurasen esta tierra; y de aquí dicen los viejos y antiguos haberse fundado esta dicha villa y que siempre ellos así lo oyeron a sus pasados.

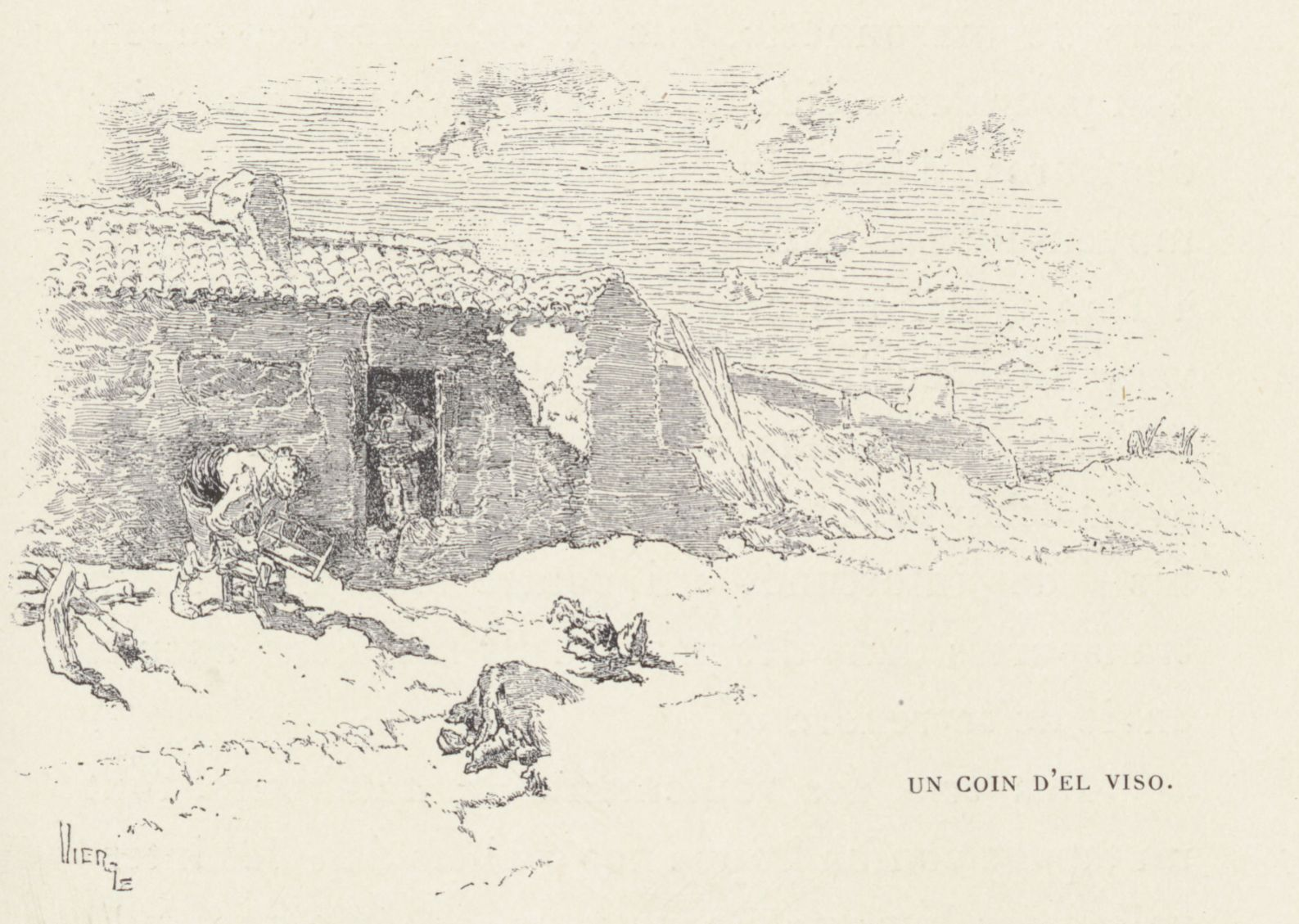
«Un coin d'El Viso» por Vierge (Au pays de Don Quichotte, 1901)

Tras la batalla de Las Navas de Tolosa, en 1212, el Viso es cedido en encomienda a la Orden de Calatrava y se nombra la localidad con ese nombre en el Fuero de Villarreal de Alfonso X el Sabio en 1281. Pero en 1539, el rey Carlos I vendió la Encomienda de Viso y Santa Cruz al almirante Álvaro de Bazán ("el Viejo"), padre del también marino Álvaro de Bazán primer marqués de Santa Cruz.
En 1611, Álvaro de Bazán y Manríque de Lara fue nombrado marqués del Viso, motivo por lo que cambió la denominación del pueblo a "Viso del Marqués".
En 1767 el rey Carlos III creó el trazado del nuevo Camino Real de Andalucía, por el desfiladero de Despeñaperros. Por lo que en 1785 se trasladó el Camino Real Toledo-Granada, que pasaba por Viso, a la población de Almuradiel.
Así se describe a Viso del Marqués en el tomo XVI (1850) del Diccionario geográfico-estadístico-histórico de España y sus posesiones de Ultramar, obra impulsada por Pascual Madoz a mediados del siglo XIX:

v. con ayuntamiento en la provincia de Ciudad- Real (10 leg.), partido judicial de Valdepeñas, audiencia terr. de Albacete, dióc. de Toledo (28), ciudad g. de Castilla la Nueva (Madrid 40). 
sit. en una cañada muy suave a poca dist. de las faldas de Sierra Morena; es de clima templado, reinan los vientos SO., y se padecen dolores reumáticos, cardialgias y tercianas; tiene 590 CASAS de piso bajo, pero bien distribuidas en una plaza llamada Pradillo, una plazuela y varias calles empedradas y limpias; hay casa de ayuntamiento, cárcel, pósito con 400 fan. de trigo y 6,000 reales en dinero; escuela de niños dotada con 1,100 reales de los fondos públicos, a la que asisten 120; otra de niñas con 4,000 reales, en que se educan 45; un palacio del señor Marqués de Sta. Cruz, que es el mejor edificio del pueblo, tanto por su solidez y buena construcción, cuanto por las muchas y buenas pinturas al fresco con que está adornado su fachada principal presenta en toda su estensión el orden toscano, con pedestales y columnas de esquisito mármol blanco, estraído de unas canteras que hay á una leg. de esta v.; cada columna tiene mas de 7 varas de alto la escalera es espaciosa y magnífica; consta de dos ramales, y a la subida de cada uno hay una estatua colosal de mármol blanco, la una que representa a Neptuno, y la otra a D. Álvaro Bazán, primer marqués de Sta. Cruz en la galería inferior del patio son las pilastras del orden dórico, con la base ática; y en el superior del jónico con balaustres y pasamanos, todo del mármol espresado en aquella están pintadas en perspectiva la ciudad de Ceuta y Gibraltar, vistas por la parte de España; Navarino y otras ciudades marítimas, y en la del piso principal, Roma, Milán, Venecia, Túnez y la Goleta; en las bóvedas se halla representada toda la historia mitológica y en las paredes y techos de las habitaciones la genealogía de los marqueses de Sta. Cruz y algunos pasages de la historia sagrada; encima de las puertas de los aposentos hay colocados en nichos construidos al efecto varios fanales de los que había en las naves apresadas a los moros por el citado marqués. Hay un conv. de monjas fundado por D. Alonso Bazán y su mujer Doña María Figueroa, cuyos bustos se hallan en la capilla; iglesia parr. (la Asunción de Ntra. Sra.)
(...)curato de primer ascenso y de patronato del señor marqués de Sta. Cruz en el coro se halla un cocodrilo disecado de 5 varas de largo; 2 ermitas Vera-Cruz y Virgen de los Dolores, y en los afueras un conv. de San Francisco, suprimido, y las ermitas de Santiago y San Sebastián. Se surte de aguas potables en 2 fuentes á las inmediaciones y otras mas dist., todas esquisitas y delgadas. Confina el término por N. con el de Santa-Cruz de Mudela, E. Almuradiel ; S. Ranos y la Carolina (Jaén); O. San Lorenzo y la Calzada de Calatrava; estendiéndose de 4 á 3 leg., y comprende el santuario de San Andrés, situado en la falda de Sierra- morena á 2 leg., tiene varios aposentos y un espacioso refectorio y se cree fue conv. de templarios; varias minas de cobre, plomo y antimonio; la famosa cantera de piedra mármol que se ha referido; una deh. de pasto para el ganado vacuno y resguardada de los malos vientos ; montes maderables para los usos de la agricultura, leña y carbón, y muchos cas. de labor., cortijadas, colmenares y huertas.
Le bañan los r. Magaña, Poveda y Fresnedas; 2 balsas procedentes de las lluvias, que sirven para abrevadero y años. El terreno participa de sierras y cañadas, y es notable su calidad arcillosa blanca, conocida con el nombre de Tierra del Viso de la cual sacan bastante utilidad para blanquear las casas, quitar manchas, dar blanco a los correages y emplearla en las fáb. de loza de la Moncloa y Valencia.
Los caminos son de travesía, el correo se recibe en el Visillo por balijero tres veces a la semana, PROD. candeal, trigo, centeno, cebada, habas, garbanzos, guisantes, frutas, aceite y poco vino; se mantiene ganado lanar, cabrío, vacuno y de cerda, y se cría mucha caza de todas clases, ind. y comercio telares de paños, lienzos y estameñas; 7 tahonas, 3 molinos de aceite y algunos harineros en los r., y se esportan los sobrantes de sus frutos.
pobl. 482 vec., 2,440 almas. CAP. rMP. 4.4 4 2,500 reales contr. 56,887 reales 24 m. realespresupuesto municipal 47,000 del que sa pagan 2,530 al secretario y se cubre con el producto de los 2/3 de pastos de los quintos denominados rincón Malulos y la Poveda que pertenecen a los propios, y repartimiento vecinal.
Esta v. perteneció á los comendadores de la orden de Calatrava, y en 22 de marzo de 1539 el Sr. D. Carlos I, la vendió a D. Álvaro Bazan, juntamente con la de Sta. Cruz de Mudela, tomando de esta última su titulo de marqués.
A fines de 1834 el cabecilla carlista Orejita, sorprendió en esta población a una partida de tropa y nacionales, que degolló inhumanamente, sin escepción alguna.
Diccionario geográfico-estadístico-histórico de España y sus posesiones de Ultramar Pascual Madoz

## Demografía
Viso del Marqués cuenta con una población de 2081 habitantes (INE 2024).
| Gráfica de evolución demográfica de Viso del Marqués entre 1842 y 2021                                              |
| |
| Población de derecho según los censos de población del INE Población de hecho según los censos de población del INE |

## Monumentos y lugares de interés
Palacio del marqués de Santa CruzArchivo General de la Marina

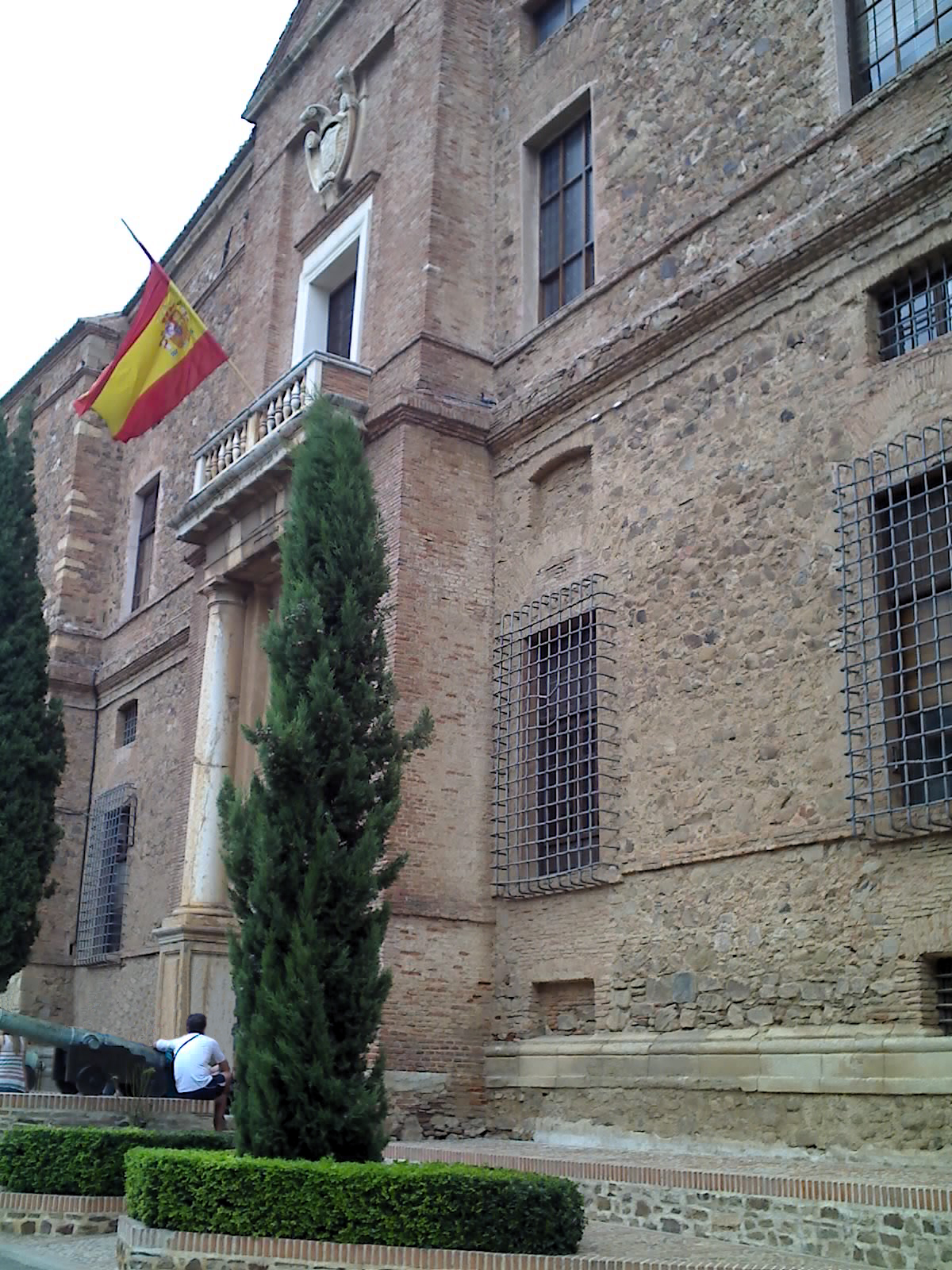
Fachada del Palacio del marqués de Santa Cruz

El Archivo General de la Marina Álvaro de Bazán tiene su sede en Viso del Marqués, en el Palacio del Marqués de Santa Cruz que pertenece a los marqueses de Santa Cruz y lo alquilan a la Marina Española por el simbólico precio de un billete antiguo de una peseta al año. Es un palacio renacentista construido entre 1574 y 1588, declarado Monumento Nacional en 1931. Destaca en sus muros y techos por estar cubiertos de frescos de doble temática: escenas mitológicas, y batallas navales y ciudades italianas relacionadas con la trayectoria militar del marqués y de sus familiares. Los frescos se deben a unos pintores manieristas italianos, los Perola.
En la galería inferior destaca el fresco "Toma de diez naos ynglesas" por ser la segunda pintura más antigua de Gibraltar de la que se tiene constancia.
En los jardines del palacio se encuentran los nichos sepulcrales de don Alonso de Bazán, hermano de don Álvaro, y de su esposa, doña Madría de Figueroa, que fueron diseñados en 1612 por el importante arquitecto fray Alberto de la Madre de Dios. Proceden del desaparecido convento de monjas concepcionistas.
Iglesia de Nuestra Señora de la Asunción

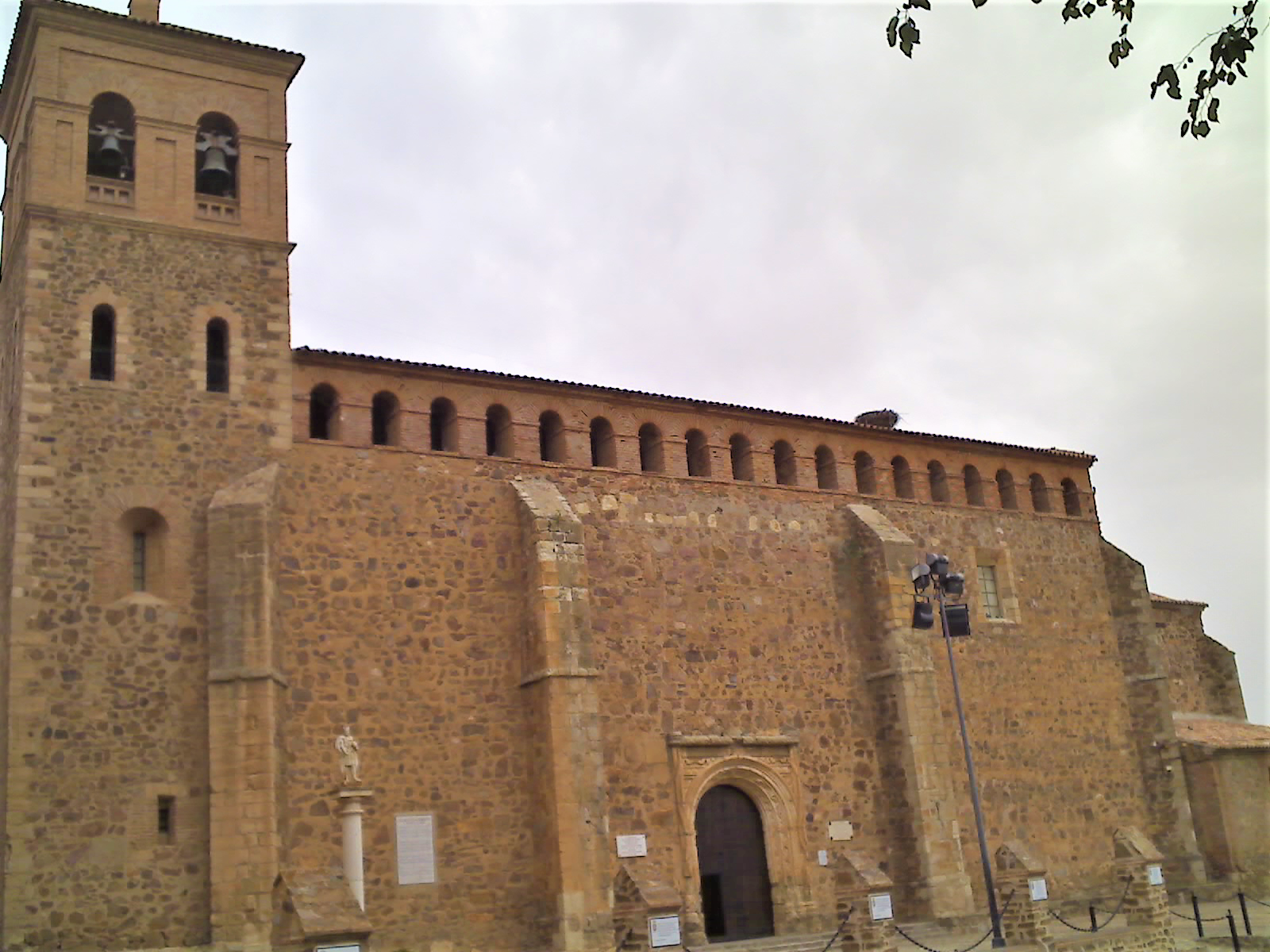
Fachada principal de la iglesia de Nuestra Señora de la Asunción

Es la iglesia parroquial de Viso del Marqués, de estilo transición gótico-renacentista, fue levantada en el siglo XV. El edificio de una nave está descentrada respecto al presbiterio, por estar construida sobre los restos de otra más antigua. Sobre el coro de la iglesia cuelga "El lagarto del Viso", un cocodrilo disecado de unos 5 metros de longitud procedente del río Nilo, que fue traído a la localidad por el marqués de Santa Cruz, Álvaro de Bazán, en una de sus expediciones. Albergaba una tabla de la escuela flamenca que representa el Calvario, que actualmente se encuentra en un nicho de la iglesia parroquial después de haber sido restaurada.
Museo de ciencias naturales AVAN
Amplio local de visita obligada para todo aquel que quiera conocer la fauna y flora de la zona. Posee varias colecciones, destacando la de fósiles (trilobites, helechos, corales, peces, moluscos, colmillos de elefante, etc.), que cubre todas las eras geológicas, desde el Paleozoico en adelante, con muestras procedentes de la propia zona, de las más diversas partes de España e incluso del extranjero, como los donados por el profesor británico R.W.G. Dennis. A los fósiles se une una extensa colección de minerales, de Zoología y de Botánica, destacando una colección de mariposas. La asociación organiza ciclos de conferencias y excursiones a la sierra, sobre todo para buscar setas y hongos, muy abundantes en la zona. Habitualmente se hacen exposiciones micológicas.

## Transporte y comunicaciones
A 6 km hacia el este, siguiendo la carretera CM-4111 se sitúa la estación de ferrocarril de Almuradiel-Viso del Marqués, con comunicación directa, entre otras localidades, a Madrid, Aranjuez, Alcázar de San Juan, Manzanares, Valdepeñas y Jaén.
Existe también comunicación por medio de autobús, con salida desde la Calle Pozo Bueno, con Almuradiel, Castellar de Santiago, Torrenueva, Santa Cruz de Mudela y Valdepeñas.

## Administración y política

### Organización territorial
- Bazán
- Estación de Peñalajo
- San Bruno (o "Huerta de La Monja")
- Umbría de Fresnedas
- Villalba de Calatrava

### Medios de comunicación
Viso del Marqués cuenta con una radio local, Radio Viso, fundada en 1999 y ubicada en la Universidad Popular (antiguo Ayuntamiento). Realiza emisiones esporádicas en el 107.7 del dial de FM.

## Hermanamientos
- Burjasot (España)

## Personas notables
- León Merino, guerrillero liberal en la Revolución de 1848.[14]
- Micaela de Luján, actriz del Siglo de Oro en el Mesón de la fruta de Toledo y amante de Lope de Vega bajo el nombre de "Camila Lucinda" o "Luscinda" entre 1599 y 1608.[15]